# Берёзовка (Черкасская область)
Берёзовка (укр. Березівка) — село в Уманском районе Черкасской области Украины.
Население по переписи 2001 года составляло 615 человек. Почтовый индекс — 20116. Телефонный код — 4748.
В селе родился Герой Советского Союза Владимир Подзигун.

## Местный совет
20116, Черкасская обл., Маньковский р-н, с. Березовка, ул. Ленина